# Хуан Мухіка
Хуан Мухіка (ісп. Juan Mujica, 22 грудня 1943, Касабланка — 11 лютого 2016, Монтевідео) — уругвайський футболіст, що грав на позиції захисника, флангового півзахисника. По завершенні ігрової кар'єри — тренер. Виступав, зокрема, за клуб «Насьйональ», а також національну збірну Уругваю.
Володар Кубка Лібертадорес (як тренер). Володар Міжконтинентального кубка (як тренер). 

## Клубна кар'єра

### Початок кар'єри в Уругваї
У дорослому футболі дебютував 1962 року виступами за команду «Рампла Хуніорс», в якій провів чотири сезони. У 1964 році разом з командою став віце-чемпіоном Уругваю. Своєю грою за цю команду привернув увагу представників тренерського штабу клубу «Насьйональ», до складу якого приєднався 27 лютого 1966 року. У своєму дебютному сезоні у футболці гранда уругвайського футболу став чемпіоном Уругваю. Разом з «Болсос» вийшов до фіналу Кубку Лібертадорес. Виходив на поле у всих трьох фінальних матчах турніру, але уругвайці поступилися аргентинському «Расінгу» (Авельянеда). У 1969, 1970 та 1971 роках разом з «Насьйоналем» знову став чемпіоном Уругваю. У 1969 році столичний клуб знову дійшов до фіналу Кубку Лібертадорес, де Хуан грав в обох матчах зі стартового складу. Проте й цього разу уругвайці поступилися у вирішальному матчі, а трофей виграв аргентинський «Естудьянтес». Два роки по тому «Болсос» знову зустрілися у фіналі кубку Лібертадорес з «Естудьянтесом», але цього разу уругвайці були сильнішими й вперше тріумфували на турнірі. Але Мухіка вийшов на поле лише в другому фінальному поєдинку, замінивши Ільдо Манейро. Потім зіграв у другому фінальному поєдинку Міжконтинентального кубку проти грецького «Панатінаїкоса», в якому замінив Луїса Кубілью та допоміг «Насьйоналю» виграти турнір.

### Виступи в Європі
У сезоні 1971/72 років захищав кольори мексиканського клубу «Атлетіко Еспаньйол». У 1972 році підписав контракт з «Ліллем». У команді відіграв 3 сезони, а в 1974 році допоміг команді вийти до вищого дивізіону чемпіонату Франції. Незважаючи на це у Лізі 1 не грав, а в сезоні 1974/75 років виступав за другу команду в Дивізіоні 3.
У 1975 році підсилив «Ланс». У дебютному для себе сезоні в новій команді став основним гравцем, зіграв 30 матчів у Лізі 1 та 4 поєдинки у Кубку володарів кубків. Але після цього його перевели до другої команди, через що за два наступні сезони зіграв 5 матчів за головну команду клубу.

### Завершення кар'єри
Втративши місце в першій команді «Ланса» вирішив повернутися на батьківщину. У 1978 році виступав за «Ліверпуль» (Монтевідео). Завершив кар'єру футболіста в команді «Дефенсор Спортінг», за яку виступав протягом 1979 року.

## Виступи за збірну
18 травня 1966 року дебютував у футболці національної збірної Уругваю. У складі збірної був учасником Чемпіонату Південної Америки 1967 року в Уругваї, здобувши того року титул континентального чемпіона, чемпіонату світу 1970 року у Мексиці. На мундіалі зіграв 6 матчів на груповому етапі та в раунді плей-оф, а також відзначився голом у воротах Ізраїлю (уругвайці посіли 4-те місце).
Загалом протягом кар'єри у національній команді, яка тривала 5 років, провів у її формі 22 матчі, відзначився 2 голами.

## Кар'єра тренера
Розпочав тренерську кар'єру невдовзі по завершенні кар'єри гравця, 1980 року, очоливши тренерський штаб клубу «Насьйональ». Разом зі столичною командою виграв Кубок Лібертадорес 1981 року, а також виконував обов'язки головного тренера на програному Міжконтинентальному кубку. У 1982 році очолив «Депортес Толіма». 1983 року став головним тренером команди «Мільйонаріос», тренував команду з Боготи один рік. У 1985 році очолював тренерський штаб клубу «Атлетіко Насьйональ».
Протягом тренерської кар'єри також очолював команди «Расінг» (Монтевідео), «Індепендьєнте Медельїн», «Сапрісса», «Греміо» та «Алахуеленсе». Останнім місцем тренерської роботи був сальвадорський клуб «Альянса», головним тренером команди якого Хуан Мухіка був з 2003 по 2004 рік.

## Особисте життя
Згодом Хуан збанкрутував, так що 18 січня 2012 року в парламенті введено законодавчу ініціативу щодо призначення пенсії колишньому футболісту за його спортивні заслуги.
Помер 11 лютого 2016 року на 73-му році життя у місті Монтевідео.

## Досягнення

### Як гравця
«Насьйональ»
- Прімера Дивізіон Уругваю
  -  Чемпіон (4): 1966, 1969, 1970, 1971

- Кубок Лібертадорес
  -  Володар (1): 1971

- Міжконтинентальний кубок
  -  Володар (1): 1971

«Лілль»
- Ліга 2
  -  Чемпіон (1): 1974

збірна Уругваю
- Чемпіонат Південної Америки
  -  Володар (1): 1967

### Як тренера
«Насьйональ»
- Прімера Дивізіон Уругваю
  -  Чемпіон (1): 1980

- Кубок Лібертадорес:
  -  Володар (1): 1980

- Міжконтинентальний кубок
  -  Володар (1): 1980